# Hermann Hélion
Pour les articles homonymes, voir Hélion.
Hermann Hélion, né le 18 octobre 1973 à Châteauroux, est un footballeur français des années 1990. Durant sa carrière, il évolue au poste de milieu de terrain.

## Biographie
Hermann Hélion naît le 18 octobre 1973 à Châteauroux. Passé par l'US Le Poinçonnet, club amateur de l'Indre, il rejoint à l'âge de 14 ans le centre de formation du FC Sochaux-Montbéliard. Sélectionné en équipe de France en catégories cadets et juniors, il remporte en 1995 la Coupe du monde de football militaire, sous la direction de Roger Lemerre, et en compagnie notamment d'Olivier Dacourt et Vikash Dhorasoo. Lors de la saison 1993-1994, Hermann Hélion fait ses débuts professionnels avec le FC Sochaux, et dispute un premier match de Division 1 avec les Lionceaux. Une expérience suivie, la saison suivante, de sept autres rencontres jouées avec l'équipe première de son club formateur.
En 1995, Sochaux est relégué en Division 2. Hélion prend part à onze rencontres à ce niveau lors de la saison qui suit cette descente. Sans perspective dans son club formateur, il est prêté le 11 juillet 1996 à l'Olympique de Charleville-Mézières. Il dispute vingt-sept rencontres de D2 avec le club ardennais, et marque à deux reprises. Terminé à la dix-neuvième place par Charleville, ce championnat aboutit néanmoins à une relégation administrative pour l'OFC Charleville, qui finit par déposer le bilan, et abandonner le professionnalisme. De retour à Sochaux, Hermann Hélion est de nouveau prêté, pour la saison 1997-1998, à l'AS Saint-Étienne, le 19 août 1997. Mais le milieu de terrain ne joue principalement qu'avec l'équipe réserve des Verts, avec laquelle il dispute seize rencontres pour trois buts marqués. Il ne fait qu'une unique apparition sous le maillot stéphanois en Division 2, le 6 septembre 1997 contre l'ASOA Valence, match durant lequel il joue douze minutes.
Cette brève expérience à Saint-Étienne marque la fin de la carrière de footballeur professionnel d'Hermann Hélion. En 1998, il rejoint le club amateur de Vendée Fontenay Foot, avec lequel il obtient une montée de CFA2 en CFA en 1999. Il évolue par la suite à La Rochelle, Jarrie-Champ et à Périgny, tout en travaillant comme conseiller financier au sein d'une banque.

## Statistiques
| Saison                | Club                            | Championnat           | Championnat | Championnat | Coupe nationale | Coupe nationale | Coupe de la Ligue | Coupe de la Ligue | Total | Total |
| Saison                | Club                            | Division              | M.          | B.          | M.              | B.              | M.                | B.                | M.    | B.    |
| 1993-1994             | FC Sochaux-Montbéliard          | Division 1            | 1           | 0           | 0               | 0               | -                 | -                 | 1     | 0     |
| 1994-1995             | FC Sochaux-Montbéliard          | Division 1            | 7           | 0           | 0               | 0               | 0                 | 0                 | 7     | 0     |
| 1995-1996             | FC Sochaux-Montbéliard          | Division 2            | 10          | 0           | 1               | 0               | 0                 | 0                 | 11    | 0     |
| 1996-1997             | Olympique de Charleville (prêt) | Division 2            | 27          | 2           | 0               | 0               | 1                 | 0                 | 28    | 2     |
| 1997-1998             | AS Saint-Étienne (prêt)         | Division 2            | 1           | 0           | 0               | 0               | 0                 | 0                 | 1     | 0     |
| Total sur la carrière | Total sur la carrière           | Total sur la carrière | 46          | 2           | 1               | 0               | 1                 | 0                 | 48    | 2     |